# Sivapitec
Els sivapitecs (Sivapithecus) són un gènere extint de primats. Qualsevol de les espècies d'aquest gènere podria ser un avantpassat de l'orangutan modern.